# 飯能日高バイパス
- 日本の道路 > 一般国道 > 国道299号 > 飯能日高バイパス

飯能日高バイパス（はんのうひだかバイパス）は、国道299号の飯能市および日高市において計画されている道路改良（バイパス新設・現道拡幅）事業である。

## 概要
国道299号は長野県から群馬県を経由して埼玉県に至る国道であり、なかでも埼玉県区間では秩父地方から県西部や都心方面に向けた最短ルートなっており、地域の幹線道路として機能している。それゆえ大型車が頻繁に行き交うにも拘らず、歩道の無い危険な狭隘区間も点在しており、2011年6月にはダンプカーの転落事故が発生するなど以前から安全面の問題が指摘されていた。こうした状況を解消し、隣接する吾野バイパスや飯能狭山バイパス（いずれも供用済）と一体的に地域の安定的な交通確保のために計画されたのが、飯能日高バイパスである。

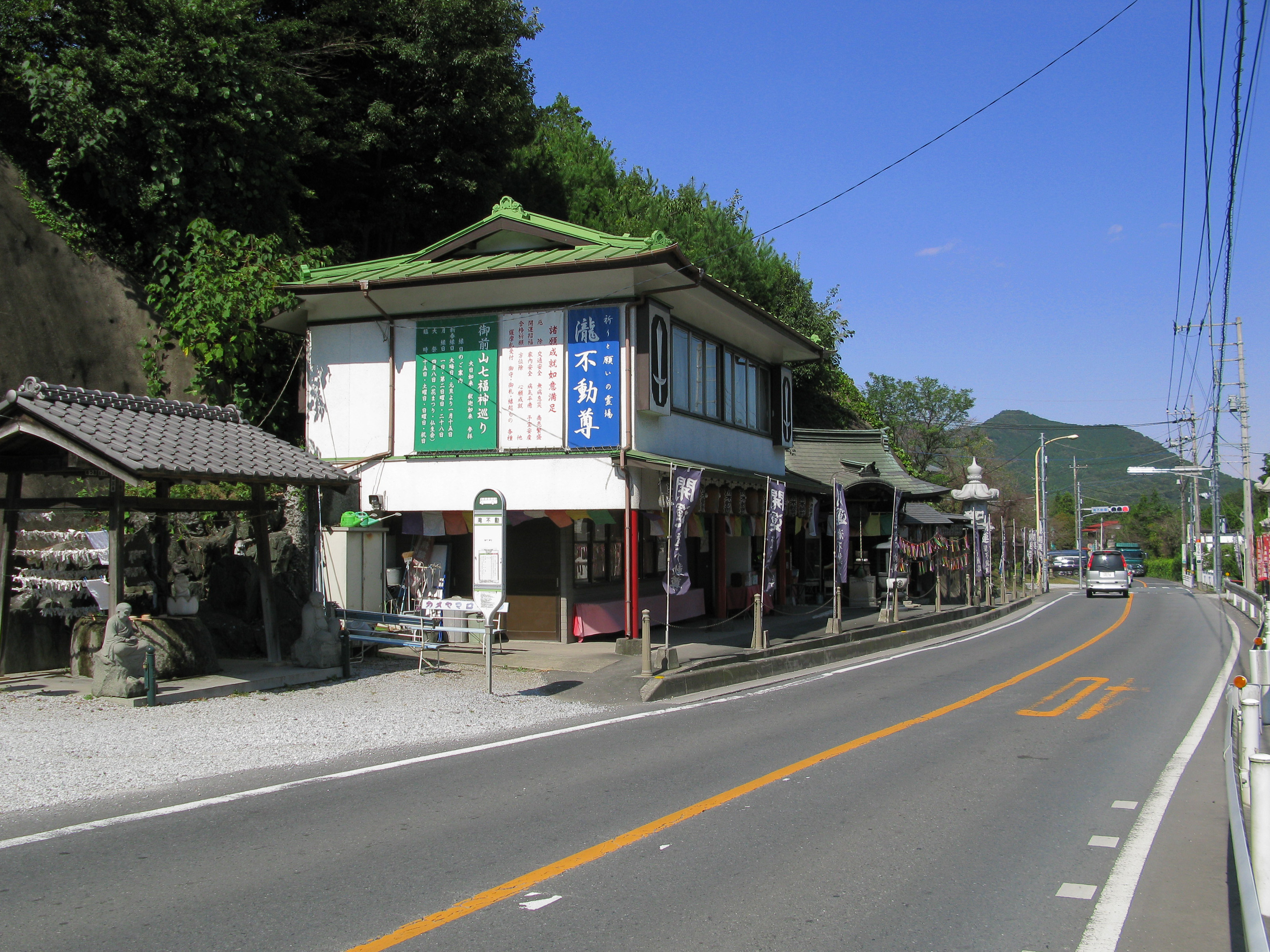
歩道の設置されていない旧道、奥に見える山は日和田山（日高市台付近）

当該バイパスは、飯能市内の吾野バイパス終点部から先の道路幅員が特に狭くなる西武池袋線交差部や線形不良区間をトンネルで迂回する坂石町分工区（坂石町分地内、延長860m）と、高麗川を渡る高麗橋から高麗駅周辺を経て西武池袋線との並走区間手前へと至る現道拡幅区間の久保工区（日高市久保-日高市台、延長912m）、それに連続する広域飯能斎場付近までのバイパス新設区間である台・飯能工区（日高市台-飯能市飯能、延長1,540m）としてそれぞれ事業が進められ、台・飯能工区が2017年に開通した。

### 道路諸元（久保・台・飯能工区）
- 起点 : 埼玉県日高市久保
- 終点 : 埼玉県飯能市飯能
- 全長 : 約2.4km
- 道路幅員 : 12.5m
- 車線幅員 : 3.75m（路肩含む）
- 車線数 : 2車線

## 沿革
坂石町分工区は延長567mの坂下町分トンネル（仮称）を核とするバイパス整備事業として、2006年度より事業着手。
NATM工法により掘削が進められたトンネルは2012年度末に貫通し、トンネル名称を吾野トンネルと改め2015年3月7日に供用を開始した。
現道拡幅区間である久保工区は2002年（平成14年）度に事業着手したものの高麗村石器時代住居跡等で用地取得に時間を要しており、2013年5月時点で用地取得率は98%、事業費ベースでの工事進捗率は73%となっている。高麗橋や用地がまとまった区間でのみ拡幅工事が進められている（一部供用済）。
台・飯能工区は（延長1.5km、2車線、幅員12.5m、総事業費約22億円）、山間地域に位置し鉄道と並走しているほか現道の下に住宅があるなど地理的な制約から、バイパス新設する事とされた。2005年度より事業着手した。
この間、高麗駅周辺では2008年4月に駅近くの東急ストア（こま武蔵台店）が撤退すると、駅の南側に広がるこま武蔵台団地の住民は最寄りのスーパーに買い物に行く際にマミーマート（飯能武蔵丘店）など飯能市街地方面へ行く事を余儀なくされた。車が運転できない高齢者など社会的弱者の一部は安全性の観点から歩道の無い国道299号現道を敬遠し、江戸時代よりの古道である未舗装の山道を越えてスーパーに通うなどしている現状があり、この問題は“都市部の買い物難民”として読売新聞やテレビ朝日などメディアのほか、2009年には参議院の経済産業委員会でも取り上げられるなどし、歩道付の安全な道路整備の必要性がクローズアップされた。こうした状況の中、埼玉県は2005年（平成17年）度に着工し、2017年5月24日に「この度完成した」と発表。2017年（平成29年）7月1日15時に開通した。

## 通過市町村
- 埼玉県
  - 飯能市 - 日高市 - 飯能市